# Axe de Frontenac
Pour les articles homonymes, voir Frontenac.
L'axe de Frontenac est une bande de roches précambriennes exposée près de la frontière canado-américaine qui lie le bouclier canadien avec les monts Adirondacks en tant que prolongement des Laurentides au Québec.